# Asintomático

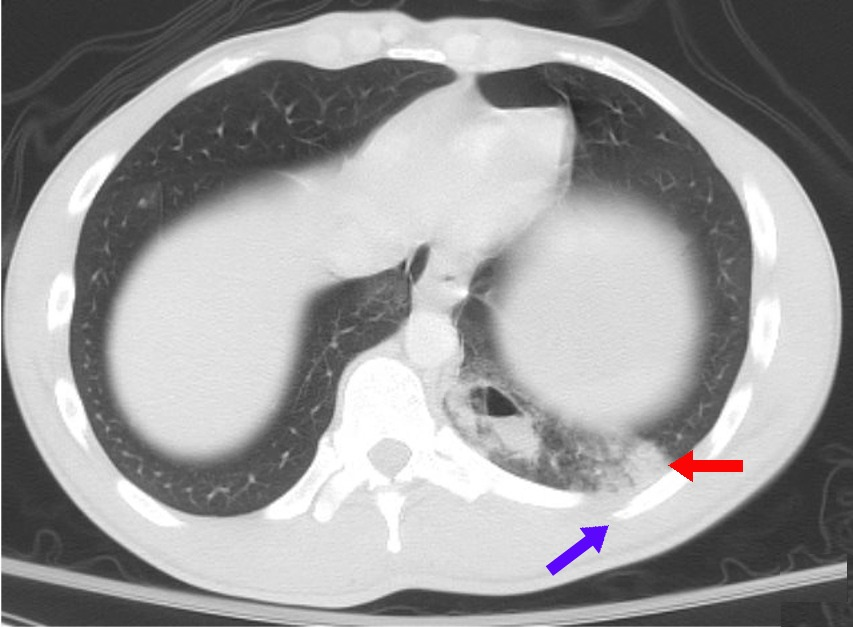
La contusión pulmonar consecuencia de un traumatismo es un ejemplo de una condición que puede ser asintomática, con la mitad de las personas no mostrando signo alguno al momento de la presentación inicial ya que los síntomas pueden demorar en desarrollarse. La tomografía computarizada muestra una contusión pulmonar (flecha roja) acompañada de una fractura de costilla (flecha violeta).

En medicina, una afección se considera asintomática si el paciente es un portador de una enfermedad o infección pero no experimenta síntomas. Una condición puede ser asintomática si no presenta los síntomas notables con los que normalmente se la asocia. Las infecciones asintomáticas también se llaman infecciones subclínicas. Otras afecciones (tales como enfermedades mentales) pueden ser consideradas subclínicas si presentan algunos pero no todos los síntomas requeridos para un diagnóstico clínico. También se utiliza el término clínicamente silente.
Saber que una condición es asintomática es importante porque:
- Puede desarrollar síntomas tardíamente y entonces requerir una espera atenta o un tratamiento temprano.
- Puede resolverse por sí misma o volverse benigna.
- Se requiere que una persona reciba tratamiento para no desarrollar problemas médicos posteriores tales como hipertensión e hiperlipidemia.[1]
- Estar alerta ante posibles problemas: el hipotiroidismo asintomático vuelve a una persona vulnerable al síndrome de Wernicke-Korsakoff o beriberi tras recibir glucosa intravenosa.[2]
- La persona afectada puede ser infecciosa y diseminar la infección a otros de forma desapercibida.

Un ejemplo de una afección asintomática es el citomegalovirus (CMV), un género de herpesvirus. "Se estima que un 1% de todos los recién nacidos son infectados con CMV, pero la mayoría de las infecciones son asintomáticas" (Knox, 1983; Kumar et al. 1984). En algunas afecciones, la proporción de casos asintomáticos puede ser importante. Por ejemplo, en la esclerosis múltiple se estima que cerca del 25% de los casos son asintomáticos, siendo detectados post mortem o solo por coincidencia (como por descubrimientos incidentales) mientras se tratan otras enfermedades.
Por otra parte, durante la pandemia de COVID-19, las personas asintomáticas tuvieron un papel importante para la elevada propagación de esta enfermedad a todo el mundo debido a la facilidad de contagio, lo que dificultó su contención; por lo que las autoridades debieron aplicar medidas de distanciamiento y prevención con el fin de evitar su expansión y por ende el colapso sanitario.

## Condiciones
Las condiciones asintomáticas pueden no ser descubiertas hasta que el paciente es sometido a pruebas médicas (rayos X u otras investigaciones). Algunas personas pueden permanecer asintomáticas por un período de tiempo notablemente largo, como personas con algunas formas de cáncer. Si un paciente es asintomático, deben tomarse medidas de precaución.
La conformación genética individual de un paciente puede atrasar o prevenir el desarrollo de síntomas.
Algunas enfermedades solo se definen de forma clínica, como el sida siendo diferente a la infección por VIH. Por ende no tiene sentido hablar de "sida asintomático". Este concepto de enfermedades clínicamente definidas se relaciona de alguna manera al concepto de síndrome.

## Lista
Estas son condiciones para las que hay un número suficiente de individuos documentados como asintomáticos para revestir importancia clínica.
| - Balanitis xerotica obliterans - Lesión linfoepitelial benigna - Derivación cardíaca - Disección de la arteria carotídea - Soplo carotídeo - Cavernoma - COVID-19 - Coroma (sarcoma mieloide) - Leucemia mieloide crónica - Enfermedad celíaca - Enfermedad de las arterias coronarias - Retinopatía diabética - Fructosuria esencial - Hamartoma quístico foliculosebáceo - Glioblastoma multiforme (ocasionalmente) - Aldosteronismo sensible a glucocorticoides - Deficiencia de glucosa-6-fosfato deshidrogenasa - Eliptocitosis hereditaria | - Heteroforia - Hipertensión arterial - Histidinemia - Hiperaldosteronismo - Hiperlipidemia - Hiperprolinemia tipo I - Hipotiroidismo - Púrpura trombocitopénica idiopática - Iridodiálisis (cuando es pequeña) - Síndrome de Lesch-Nyhan (portadores femeninos) - Levo-transposición de las grandes arterias - Divertículo de Meckel - Hemangioma microvenular - Prolapso de la válvula mitral - Linfocitosis monoclonal de células B - Mielolipoma - Hoyo del disco óptico | - Osteoporosis - Pes cavus - Poliorquidismo - Pre-eclampsia - Prehipertensión - Protrusio acetabuli - Contusión pulmonar - Acidosis tubular renal - Espermatocele - Meningioma del ala del esfenoides - Angioma aracniforme - Infarto eplénico (aunque no es típico) - Hemorragia subaracnoidea - Tonsilolito - Diabetes tipo II - Neoplasia vaginal intraepitelial - Enfermedad de Wilson |